# Germaine Benoit
Germaine Benoit (* 9. Oktober 1901 in Paris; † April 1983 ebenda) war eine französische Chemieingenieurin, Pharmakologin und Biologin, die vor allem durch ihre Beiträge zur Erforschung von Sympathomimetika bekannt wurde.

## Leben
Germaine Benoit war die Tochter eines Deutschlehrers, der während des Ersten Weltkriegs fiel.
In den Jahren 1918 und 1919 erwarb sie zwei Abiturzeugnisse und im darauf folgenden Jahr das Zertifikat in Physik, Chemie und Naturwissenschaften (PCN), das den Zugang zu einem  Medizinstudium eröffnete. Anschließend schrieb sie sich am Institut de chimie appliquée, der späteren École nationale supérieure de chimie de Paris, ein, wo sie drei Jahre lang studierte. Sie schloss 1923 ihr Studium als Chemieingenieurin ab und erwarb zwischen 1922 und 1936 fünf wissenschaftliche Abschlüsse in Chemie und Biologie.
Am 1. Juni 1924 trat Germaine Benoit in das Institut Pasteur als Assistentin im Labor für therapeutische Chemie unter der Leitung von Ernest Fourneau ein. Zehn Jahre später, im Jahr 1934, erhielt sie den Prix Louis der Académie nationale de médecine für ihre Forschungen über Sympathomimetika.
In der Zwischenzeit war sie an den ersten großen Fortschritten im Kampf gegen die Afrikanische Schlafkrankheit und Malaria beteiligt, indem sie wichtige chemisch-technische Beiträge zur Entdeckung und Entwicklung von Medikamenten wie Orsanin und Rhodoquin leistete.
1942 promovierte sie in Physik über Hydrazinverbindungen und wurde 1943, noch in der Abteilung für therapeutische Chemie, zur Leiterin des Labors ernannt.
Im Jahr 1960 wurde Germaine Benoit von Daniel Bovet an das Istituto Superiore di Sanità in Rom berufen. Im folgenden Jahr heiratete sie Albert Funke, der auch Laborleiter in der Abteilung für therapeutische Chemie des Pasteur-Instituts war und mit dem sie seit vielen Jahren zusammenarbeitete. Nach ihrer Rückkehr aus Italien ging sie 1962 in den Ruhestand.

## Auszeichnungen
- Im Jahr 1934 erhielt sie den Prix Louis der Académie nationale de médecine für ihre Forschungen über Sympathomimetika.[1]
- Im Jahr 1947 wurde sie zum Ritter der Ehrenlegion ernannt.[1]

## Veröffentlichungen
- 1927: «Sur les isomères de l'acide para-oxy-3-amino-phényl-arsinique et de son dérivé acétylé (stovarsol)», Bulletin de la Société chimique de France, 4e série, vol.41, 1927, S. 499–514, mit Ernest Fourneau und Jacques und Thérèse Tréfouël.
- 1930: «Contribution à l'étude des anesthésiques locaux: Dérivés des amino-alcools à fonction alcoolique primaire», Bull. Soc. chim. Fr., 4e série, vol.47, 1930, S. 858–885, mit E. Fourneau und Roger Firmenich.
- 1930: «Synthèse d'un isomère et d'un homologue de l'éphédrine», Bull. Soc. chim. Fr., 4e série, vol.47, 1930, S. 894–980, mit E. Fourneau und R. Firmenich.
- 1930: «Contribution à la chimiothérapie du paludisme: Essais sur la malaria des canaris», Annales de l'Institut Pasteur, vol.44, no5, mai 1930, S. 503–533 (Zusammenfassung), mit E. Fourneau, J. und Th. Tréfouël, Georges Stefanopoulo, Yvonne de Lestrange und Kenneth L. Melville.
- 1930: «Préparation de dérivés en vue d'essais thérapeutiques. I. Amino-alcools. II. Dérivés de l'atophan. III. Dérivés du carbostyryle. IV. Dérivés quinoléiniques et quinoléine arsinique», Ann. Inst. Pasteur, vol.44, no6, Juni 1930, S. 719–751, mit E. Fourneau und J. und Th. Tréfouël.
- 1931: «Contribution à la chimiothérapie du paludisme: Essais sur les calfats», Ann. Inst. Pasteur, vol.46, 1931, S. 514–541, mit E. Fourneau, J. und Th. Tréfouël und Daniel Bovet.
- 1933: «Contribution à la chimiothérapie du paludisme: Essais sur les calfats (deuxième mémoire)», Ann. Inst. Pasteur, vol.50, 1933, S. 731–744, mit E. Fourneau, J. und Th. Tréfouël und D. Bovet.
- 1934: «Action thérapeutique de quinoléines à poids moléculaire élevé, homologues de la plasmoquine, sur les hématozoaires des calfats et des serins», Bulletins de la Société de pathologie exotique et de ses filiales de l'Ouest africain et de Madagascar, vol.27, Nr. 3, 1934, S. 236–242, mit D. Bovet und Reinout Altman.
- 1935: «Étude chimique et physiologique d'amines à fonction éthylénique et de diamines», Bulletin des sciences pharmacologiques, vol.42, Nr. 1 und 2, Januar und  Februar 1935, S. 34–43 und 102–109, mit Rudolf Herzog (1repartie; 2epartie).
- 1938: «Synthèse et étude pharmacologique de quelques dérivés hétérocycliques voisins de l'amino-méthylbenzodioxane», Bull. sc. pharmacol., vol.45, Nr. 3, März 1938, S. 97–107, mit D. Bovet.
- 1945: «Sur l'acide corynanthique», Bull. Soc. chim. Fr., 5e série, vol.12, 1945, S. 934–936, mit E. Fourneau.
- 1945: «Éphédrine et isoéphédrines», Bull. Soc. chim. Fr., 5e série, vol.12, 1945, S. 985–989, mit E. Fourneau.
- 1947: «Hydroxy-alcoyl-hydrazines. 2.», Bull. Soc. chim. Fr., 5e série, vol.14, Nr. 3–4, 1947, S. 242–244.
- 1950: «Synthèse et propriétés thérapeutiques des dérivés aminés et hydroxylés du stilbène», Bull. Soc. chim. Fr., 5e série, vol.17, Nr. 9–10, 1950, S. 829–832, mit Dimitri Marinopoulos.
- 1951: «Synthèse de quelques dérivés aminés du diphénylméthane», Bull. Soc. chim. Fr., 5e série, vol.18, 1951, S. 890–895, mit Fanny Eliopoulo.
- 1951: «Activité spasmolytique des diphényl-1,1-diéthyl-amino-oméga-alcanes», Comptes rendus hebdomadaires des séances de l'Académie des sciences, vol.232, Nr. 12, 1951, S. 1262–1264, mit Joseph Jacob et F. Eliopoulo.
- 1952: (en) «Some Amino Alcohol Derivatives of Diphenyl-methane and of Diphenylamine», Annales pharmaceutiques françaises, vol.10, Nr. 3, April 1952, S. 181–192, mit Roger Delavigne und F. Eliopoulo.
- 1953: (en) «Alkylaminoalkyl Derivatives of Benzhydrylamine», Ann. pharm. fr., vol.11, Nr. 5, Mai 1953, S. 354–361, mit R. Delavigne.
- 1953: «Action de l'éthylénimine sur les époxydes», Bull. Soc. chim. Fr., 5e série, vol.20, Nr. 10, 1953, mit Albert Funke.
- 1955: «Ammoniums quaternaires dans la série des acides hydroxamiques. I: Synthèse d'iodométhylates d'acides diméthylaminobenzoylhydroxamiques, antagonistes du diisopropyfluorophosphate», C. r. hebd. séances Acad. sci., vol.240, Nr. 26, 27. Juni 1955, S. 2575–2577, mit A. Funke und J. Jacob.
- 1955: «Synthèse et propriétés pharmacologiques de quelques ω-phényl-ω-carbétoxy-alcoyl-1-méthyl-4-pipérazines», C. r. hebd. séances Acad. sci., vol.241, Nr. 6, September 1955, S. 581–583, mit Bal Krishna Avasthi, J. Jacob und Monique Dechavassine.
- 1955: «Action de l'éthylénénimine sur les époxydes. 2.», Bull. Soc. chim. Fr., 5e série, vol.22, Nr. 7–8, 1955, S. 946–947, mit Albert Funke.
- 1958: «Synthèse d'acides diméthylaminobenzoylhydroxamiques et de leurs dérivés», Bull. Soc. chim. Fr., 5e série, vol.25, Nr. 2, 1958, S. 257–258, mit A. Funke.
- 1958: «Sur quelques dérivés N,N-disubstitués de la pipérazine», Bull. Soc. chim. Fr., vol.25, Nr. 11–12, 1958, S. 1358–1364, mit Bal Krishna Avasthi.
- 1959: «Contribution à l'étude des propriétés chimiques de la R-bêta-cyclohexyltétraline-I», Bull. Soc. chim. Fr., vol.26, Nr. 7–8, 1959, S. 1197–1199, mit R. Delavigne.
- 1960: «Benzodioxoles-1,3  substitués», Bull. Soc. chim. Fr., 5e série, vol.27, Nr. 4, 1960, S. 638–642, mit B. Millet.
- 1961: «Dérivés de la phényl-2 dihydro-2,3 benzothiazine-1,4», Bull. Soc. chim. Fr., 5e série, vol.28, Nr. 8–9, 1961, S. 1524 ff., mit A. Funke und B. Millet.